# Angel Angelov
Angel Ivanov Angelov (Sevlievo, 2. studenoga 1872. – ?) je bio bugarski general i vojni zapovjednik. Rođen je 2. studenoga 1872. u Sevlievu. Godine 1891. završava Vojnu školu u Sofiji, nakon čega u kolovozu 1891. stječe čin potporučnika. Tri godine poslije, u kolovozu 1894., promaknut je u čin poručnika. Od 1899. raspoređen je na službu u 3. topničku pukovniju, nakon čega se od 1899. nalazi na školovanju u Mihailovskoj topničkoj školi u Sankt Peterburgu. U međuvremenu je, u studenome 1900., unaprijeđen u čin satnika. Potom obnaša dužnost načelnika Topničke streljačke škole. U prosincu 1906. dostiže čin bojnika, dok je u čin potpukovnika promaknut u svibnju 1913. Od rujna 1915. zapovijeda 2. pukovnijom teškog topništva s kojom sudjeluje u Bitci za Turtucaiau. U međuvremenu je, i to u svibnju 1916., unaprijeđen u čin pukovnika. Nakon toga zapovijeda 4. topničkom pukovnijom. U svibnju 1936. promaknut je u čin general bojnika 
.